# Lothar Koring
Lothar Koring (* 7. Januar 1935 in Dortmund; † 14. April 2011 in Bremerhaven) war ein deutscher Rechtsanwalt und Politiker (SPD) in Bremerhaven. Er war Mitglied der Bremischen Bürgerschaft. 

## Biografie

### Ausbildung und Beruf
Koring studierte Rechtswissenschaften und promovierte zum Dr. jur. Er war als Rechtsanwalt in Bremerhaven tätig. 

### Politik
Koring war Mitglied in der SPD im Ortsverein Geestemünde-Nord in Bremerhaven. Er war von 1979 bis 1991 Mitglied in der Bremischen Bürgerschaft und wirkte in verschiedenen Deputationen und Ausschüssen der Bürgerschaft, u. a. in der Deputation für Bau, in der Deputation für Wirtschaft sowie in der Wissenschaftsdeputation. Von 1987 bis 1991 war er Stellvertretender Fraktionsvorsitzender und ab Herbst 1988 Stellvertretender Vorsitzender des Untersuchungsausschusse zum Gladbecker Geiseldrama. Danach war er von 1991 bis 1995 Mitglied und 2. Beisitzer der Stadtverordnetenversammlung Bremerhaven und in mehreren Ausschüssen tätig.

### Weitere Mitgliedschaften
- Koring war für die Bremerhavener Volkshilfe längere Zeit bis 2009 als Vorsitzender aktiv und hat dort die „Bremerhavener Tafel“ ins Leben gerufen. Er begleitete hierbei als Veranstalter die Seestadt Lotterie.
- Er war von 1981 bis 2008 Kreisvorsitzender der Bremerhavener Arbeiterwohlfahrt (AWO). Hierbei förderte er Projekte wie die Betreuung bosnischer Flüchtlinge in Bremerhaven und in  Sanski Most und Srebrenica in Bosnien.
- Er war in den 1990er Jahren Gründungsmitgliedern des Stadtverbandes Sassnitz der Arbeiterwohlfahrt.
- Von 1990 bis zu seinem Tode war er Vorsitzender des Zusammenschlusses der  Wohlfahrtsverbände in Bremerhaven, also von AWO, Caritas, Diakonisches Werk, Deutsches Rotes Kreuz und dem Paritätischen Wohlfahrtsverband.
- Als Gründungsmitglied war er viele Jahre Vorsitzender des Betreuungsvereins Bremerhaven e. V.
- Er war Gründungsmitglied und ehemaliger Präsident des Lions Club Bremerhaven Carlsburg.
- Im Gesellschafterverein Behinderteneinrichtungen e. V. war er Mitglied.

### Ehrungen

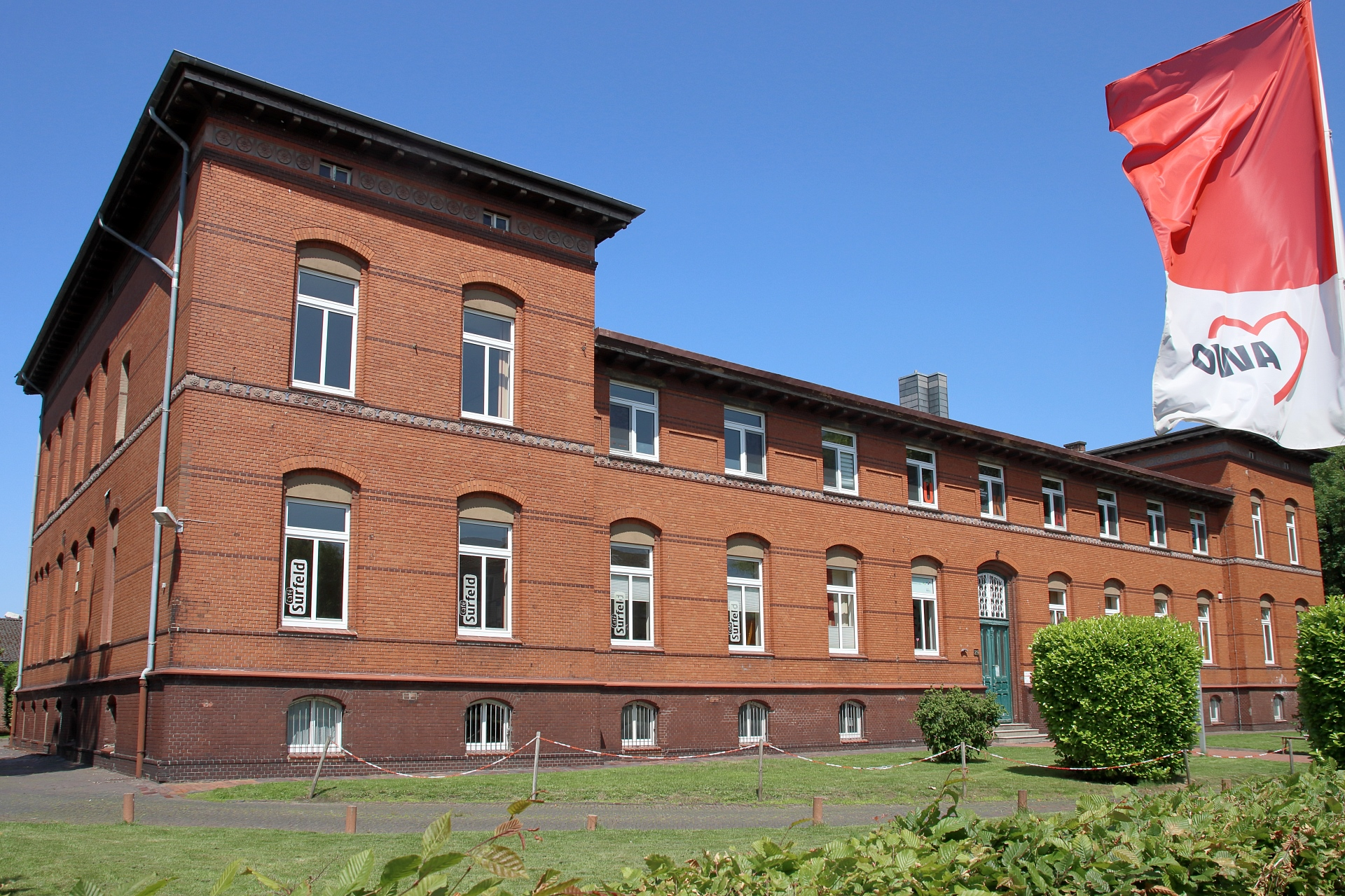
Dr.-Lothar-Koring-Haus in Bremerhaven

- Koring erhielt die höchste Auszeichnung der Arbeiterwohlfahrt, die Marie-Juchacz-Plakette.
- Er war Ehrenvorsitzender der AWO.
- Das der AWO gehörende Gebäude Surfeldstraße 29 in Bremerhaven, das frühere Kaiserliche Marinelazarett, ist nach ihm benannt worden.